# Sunzhensky (huyện)
Huyện Sunzhensky (tiếng Nga: Су́нженский райо́н) là một huyện hành chính tự quản (raion), của Ingushetia, Nga. Huyện có diện tích 1659 km², dân số thời điểm ngày 1 tháng 1 năm 2000 là 135200 người. Trung tâm của huyện đóng ở Ordshonikidsevskaya.